# Ny Holte Sogn
Ny Holte Sogn er et sogn i Rudersdal Provsti (Helsingør Stift). Sognet ligger i Rudersdal Kommune; indtil Kommunalreformen i 1970 lå det i Sokkelund Herred (Københavns Amt). I Ny Holte Sogn ligger Holte Kirke. Sognet havde pr. 1. januar 2016 6.502 indbyggere, hvoraf 4.882 var registreret som medlemmer af Folkekirken.
I Ny Holte Sogn findes flg. autoriserede stednavne:
- Geelskov (areal, ejerlav)
- Holte (bebyggelse, ejerlav)
- Ny Holte (bebyggelse)
- Rudersdal (bebyggelse)
- Vejlesø (vandareal)
- Øverød (bebyggelse, ejerlav)